# Per-Owe Trollsås
Per-Owe Trollsås (ur. 18 stycznia 1933 w Vaplan w gminie Krokom, zm. 5 listopada 2000 w gminie Järfälla) – szwedzki lekkoatleta, płotkarz i sprinter, wicemistrz Europy z 1958.
Początkowo startował jako sprinter. Zdobył mistrzostwo Szwecji w biegu na 100 metrów w 1952 i 1953.
Później jego koronną konkurencją stał się bieg na 400 metrów przez płotki. Zdobył w nim srebrny medal na mistrzostwach Europy w 1958 w Sztokholmie, za Jurijem Litujewem ze Związku Radzieckiego. W półfinale uzyskał czas 51,0 s, poprawiając rekord Szwecji aż o 0,9 sekundy. Był również członkiem szwedzkiej sztafety 4 × 100 metrów, która nie ukończyła biegu eliminacyjnego.
Na igrzyskach olimpijskich w 1960 w Rzymie odpadł w eliminacjach biegu na 400 metrów przez płotki i półfinale sztafety 4 × 400 metrów. W tej ostatniej konkurencji wyrównał rekord Szwecji czasem 3:10,7.
Był mistrzem Szwecji w biegu na 100 metrów w 1952 i 1953, w biegu na 400 metrów przez płotki w latach 1957–1960 i w sztafecie 4 × 400 metrów w 1958.
Dwukrotnie poprawiał rekord Szwecji w sztafecie 4 × 100 metrów do czassu 40,5 s (30 września 1961 w Budapeszcie.